# Follia mediterranea
Follia mediterranea è un singolo della cantautrice italiana Baby K, pubblicato il 6 giugno 2025.

## Descrizione
Il brano, scritto dalla stessa cantautrice con Cicco Gianluca Ciccorelli e Viviana Colombo, è prodotto da Massimo Barberis, in arte Macs.

## Video musicale
Il video musicale, diretto da Attilio Cusani, è stato pubblicato il 30 giugno 2025 attraverso il canale YouTube della cantautrice.

## Tracce
Testi di Claudia Nahum, Cicco Gianluca Ciccorelli e Viviana Colombo, musiche di Massimo Barberis.
1. Follia mediterranea – 2:51